# Odontotrypes radiosus
Odontotrypes radiosus är en skalbaggsart som beskrevs av Leon Fairmaire 1895. Odontotrypes radiosus ingår i släktet Odontotrypes och familjen tordyvlar. Inga underarter finns listade i Catalogue of Life.